# Sofía Toro Prieto-Puga
Sofía Toro Prieto-Puga (La Corunya, 1990) és una regatista gallega que competeix en vela en les classes Elliott 6m i 470.
Medallista d'or en la clase Elliott 6m (juntament amb Tamara Echegoyen i Ángela Pumariega) als Jocs Olímpics d'Estiu de 2012,Plantilla:Olympedia també obtingué l'or en el Campionat Mundial de Match Race Femení del 2013 i al Campionat Europeu d'Elliott 6m del 2011.

## Carrera esportiva
Membre del Real Club Náutico de La Coruña, i després de guanyar una medalla d'or en el Campionat d'Europa de vela, l'any 2011, va participar, als 21 anys, en els Jocs Olímpics d'Estiu de 2012 celebrats a Londres (Regne Unit), on va guanyar la medalla d'or en la competició olímpica de la classe Elliott 6m al costat de Támara Echegoyen i Ángela Pumariega.
Just després de Londres, va saber que la classe Elliot, en què havia competit sempre, desapareixia i l'equip es dissolgué. Sofia Toro va optar aleshores per la classe 470 i va passar de cop de ser una tripulant amb un notable valor a posar-se a la canya d'un projecte nou, fent equip primer amb la viguesa Patricia Suárez i després amb Laura Sarasola, i partint de zero.
No va competir en els Jocs Olímpics de Rio 2016, i es va integrar a l'Equip Olímpic Espanyol de Vela en la classe 470 formant equip amb Laura Sarasola, però no va aconseguir la classificació. En la temporada següent va canviar de tripulant i la seva companya va passar a ser Ángela Pumariega. El 2017 van guanyar el campionat d'Espanya en 470 femení.
Al 2013 va rebre a títol individual la Reial Orde del Mèrit Esportiu i tot seguit el Premi Nacional de l'Esport, ex-aequo amb les seves companyes Echegoyen i Pumariega.
Al setembre de 2019 es va incorporar a la nòmina de professors del Grau de Ciències de l'Activitat Física i l'Esport de la Universitat Catòlica de Múrcia (UCAM).